# Lista siturilor arheologice din județul Brașov - B
Lista siturilor arheologice din județul Brașov - B conține toate siturile arheologice din județul Brașov înscrise în Repertoriul Arheologic Național (RAN) și aflate în localități al căror nume începe cu litera B. RAN este administrat de Ministerul Culturii și Patrimoniului Național și cuprinde date științifice, cartografice, topografice, imagini și planuri, precum și orice alte informații privitoare la zonele cu potențial arheologic, studiate sau nu, încă existente sau dispărute.
Puteți căuta un sit din localitățile care încep cu litera B folosind formularul de mai jos sau puteți naviga prin toate siturile din județ la Lista siturilor arheologice din județul Brașov.
| Cod RAN                                   | Denumire | Localitate                  | Adresă                                       | Datare                              | Descoperit | Coordonate                                    | Imagine           | Erori            |
| ----------------------------------------- | --- | --------------------------- | -------------------------------------------- | ----------------------------------- | ---------- | --------------------------------------------- | ----------------- | ---------------- |
| 40205.01.01 (Cod LMI: BV-I-s-A-11256)     | Așezarea din epoca bronzului de la Brașov - "Schneckenberg" / ansamblu anonim (Categorie: locuire civilă) (Tip: Așezare)                                                                       | municipiul Brașov           |                                              | Schneckenberg                       |            | 45°38′47″N 25°36′49″E / 45.64639°N 25.61361°E | Încărcați imagine | Raportați eroare |
| 40205.02.01 (Cod LMI: BV-I-m-B-11257.01)  | Situl arheologic de la Brașov - "Uzinele ASTRA" / ansamblu anonim (Categorie: locuire civilă) (Tip: Așezare)                                                                                   | municipiul Brașov           | Uzinele ASTRA                                |                                     |            |                                               | Încărcați imagine | Raportați eroare |
| 40205.02.02 (Cod LMI: BV-I-m-B-11257.02)  | Situl arheologic de la Brașov - "Uzinele ASTRA" / ansamblu anonim (Categorie: locuire civilă) (Tip: Așezare)                                                                                   | municipiul Brașov           | Uzinele ASTRA                                | Noua                                |            |                                               | Încărcați imagine | Raportați eroare |
| 40205.02.03 (Cod LMI: BV-I-s-B-11257)     | Situl arheologic de la Brașov - "Uzinele ASTRA" / ansamblu anonim (Categorie: locuire civilă) (Tip: Mormânt)                                                                                   | municipiul Brașov           | Uzinele ASTRA                                | Noua                                |            |                                               | Încărcați imagine | Raportați eroare |
| 40205.03.01 (Cod LMI: BV-I-m-B-11258.04)  | Situl arheologic de la Brașov - "Dealul Sprenghi" / ansamblu anonim (Categorie: locuire civilă) (Tip: Așezare)                                                                                 | municipiul Brașov           | Dealul Sprenghi                              |                                     |            |                                               | Încărcați imagine | Raportați eroare |
| 40205.03.02 (Cod LMI: BV-I-m-B-11258.03)  | Situl arheologic de la Brașov - "Dealul Sprenghi" / ansamblu anonim (Categorie: locuire civilă) (Tip: Așezare)                                                                                 | municipiul Brașov           | Dealul Sprenghi                              | dacică                              |            |                                               | Încărcați imagine | Raportați eroare |
| 40205.03.03 (Cod LMI: BV-I-m-B-11258.02)  | Situl arheologic de la Brașov - "Dealul Sprenghi" / ansamblu anonim (Categorie: locuire civilă) (Tip: Așezare)                                                                                 | municipiul Brașov           | Dealul Sprenghi                              | sec. II - III                       |            |                                               | Încărcați imagine | Raportați eroare |
| 40205.03.04 (Cod LMI: BV-I-m-B-11258.01)  | Situl arheologic de la Brașov - "Dealul Sprenghi" / ansamblu anonim (Categorie: locuire civilă) (Tip: Fortificație)                                                                            | municipiul Brașov           | Dealul Sprenghi                              | sec. XIII - XIV                     |            |                                               | Încărcați imagine | Raportați eroare |
| 40205.04.01 (Cod LMI: BV-I-m-B-11259.03)  | Situl arheologic de la Brașov - "Dealul Tâmpa" / ansamblu anonim (Categorie: fortificație) (Tip: Fortificație)                                                                                 | municipiul Brașov           | Suișul Tâmpei, nr. 4, punct Dealul Tâmpa     |                                     |            | 45°38′02″N 25°35′32″E / 45.63389°N 25.59222°E | Încărcați imagine | Raportați eroare |
| 40205.04.02 (Cod LMI: BV-I-m-B-11259.02)  | Situl arheologic de la Brașov - "Dealul Tâmpa" / ansamblu anonim (Categorie: fortificație) (Tip: Așezare)                                                                                      | municipiul Brașov           | Suișul Tâmpei, nr. 4, punct Dealul Tâmpa     |                                     |            | 45°38′02″N 25°35′32″E / 45.63389°N 25.59222°E | Încărcați imagine | Raportați eroare |
| 40205.04.03 (Cod LMI: BV-I-m-B-11259.01)  | Situl arheologic de la Brașov - "Dealul Tâmpa" / ansamblu anonim (Categorie: fortificație) (Tip: Fortificație)                                                                                 | municipiul Brașov           | Suișul Tâmpei, nr. 4, punct Dealul Tâmpa     | sec. XI - XIII                      |            | 45°38′02″N 25°35′32″E / 45.63389°N 25.59222°E | Încărcați imagine | Raportați eroare |
| 40615.01.01 (Cod LMI: BV-I-m-B-11261.01)  | Situl arheologic de la Bod - "Dealul Popilor" / ansamblu anonim (Categorie: locuire civilă) (Tip: Așezare)                                                                                     | sat Bod, comuna Bod         | Dealul Popilor                               | Cucuteni - Ariușd                   |            | 45°45′44″N 25°40′18″E / 45.7621°N 25.67159°E  | Încărcați imagine | Raportați eroare |
| 40615.01.02 (Cod LMI: BV-I-m-B-11261.05)  | Situl arheologic de la Bod - "Dealul Popilor" / ansamblu anonim (Categorie: locuire civilă) (Tip: Așezare)                                                                                     | sat Bod, comuna Bod         | Dealul Popilor                               | Wietenberg                          |            | 45°45′44″N 25°40′18″E / 45.7621°N 25.67159°E  | Încărcați imagine | Raportați eroare |
| 40615.01.03 (Cod LMI: BV-I-m-B-11261.03)  | Situl arheologic de la Bod - "Dealul Popilor" / ansamblu anonim (Categorie: locuire civilă) (Tip: Așezare)                                                                                     | sat Bod, comuna Bod         | Dealul Popilor                               |                                     |            | 45°45′44″N 25°40′18″E / 45.7621°N 25.67159°E  | Încărcați imagine | Raportați eroare |
| 40615.01.04 (Cod LMI: BV-I-m-B-11261.04)  | Situl arheologic de la Bod - "Dealul Popilor" / ansamblu anonim (Categorie: locuire civilă) (Tip: Așezare)                                                                                     | sat Bod, comuna Bod         | Dealul Popilor                               | sec. II a.-I p.Chr                  |            | 45°45′44″N 25°40′18″E / 45.7621°N 25.67159°E  | Încărcați imagine | Raportați eroare |
| 40615.01.05 (Cod LMI: BV-I-m-B-11261.02)  | Situl arheologic de la Bod - "Dealul Popilor" / ansamblu anonim (Categorie: locuire civilă) (Tip: Așezare)                                                                                     | sat Bod, comuna Bod         | Dealul Popilor                               |                                     |            | 45°45′44″N 25°40′18″E / 45.7621°N 25.67159°E  | Încărcați imagine | Raportați eroare |
| 40615.01.06 (Cod LMI: BV-I-m-B-11261.01)  | Situl arheologic de la Bod - "Dealul Popilor" / ansamblu anonim (Categorie: locuire civilă) (Tip: Așezare)                                                                                     | sat Bod, comuna Bod         | Dealul Popilor                               |                                     |            | 45°45′44″N 25°40′18″E / 45.7621°N 25.67159°E  | Încărcați imagine | Raportați eroare |
| 40615.01.07 (Cod LMI: BV-I-m-B-11261.06)  | Situl arheologic de la Bod - "Dealul Popilor" / ansamblu anonim (Categorie: locuire civilă) (Tip: Așezare)                                                                                     | sat Bod, comuna Bod         | Dealul Popilor                               | Starčevo - Criș                     |            | 45°45′44″N 25°40′18″E / 45.7621°N 25.67159°E  | Încărcați imagine | Raportați eroare |
| 41364.01.01 (Cod LMI: BV-I-m-A-11262.02)  | Situl arheologic de la Breaza - "Cetate" / ansamblu anonim (Categorie: fortificație) (Tip: Fortificație)                                                                                       | sat Breaza, comuna Lisa     | Cetate                                       | dacică sec. I a. Chr. - I p. Chr.   |            | 46°01′09″N 24°53′08″E / 46.01917°N 24.88556°E | Încărcați imagine | Raportați eroare |
| 41364.01.02 (Cod LMI: BV-I-m-A-11262.01)  | Situl arheologic de la Breaza - "Cetate" / ansamblu Cetatea Negru Vodă (Categorie: fortificație) (Tip: Fortificație)                                                                           | sat Breaza, comuna Lisa     | Cetate                                       |                                     |            | 46°01′09″N 24°53′08″E / 46.01917°N 24.88556°E | Încărcați imagine | Raportați eroare |
| 40205.05.01                               | Situl arheologic de la Brașov - "Pietrele lui Solomon" / ansamblu anonim (Categorie: locuire) (Tip: Fortificație)                                                                              | municipiul Brașov           | Pietrele lui Solomon                         | dacică sec. II a. Chr. - 106 p. Chr |            |                                               | Încărcați imagine | Raportați eroare |
| 40205.05.02                               | Situl arheologic de la Brașov - "Pietrele lui Solomon" / ansamblu anonim (Categorie: locuire) (Tip: Așezare)                                                                                   | municipiul Brașov           | Pietrele lui Solomon                         | Coțofeni                            |            |                                               | Încărcați imagine | Raportați eroare |
| 41961.01.01                               | Posibilă așezare paleolitică la Bărcut / ansamblu anonim (Categorie: neprecizată) (Tip: neprecizat)                                                                                            | sat Bărcuț, comuna Șoarș    |                                              |                                     |            |                                               | Încărcați imagine | Raportați eroare |
| 41961.02.01                               | Situl arheologic de la Bărcut / ansamblu așezare (Categorie: așezare) (Tip: Așezare) | sat Bărcuț, comuna Șoarș    |                                              |                                     |            |                                               | Încărcați imagine | Raportați eroare |
| 41961.02.02                               | Situl arheologic de la Bărcut / ansamblu anonim (Categorie: așezare) (Tip: neprecizat) | sat Bărcuț, comuna Șoarș    |                                              |                                     |            |                                               | Încărcați imagine | Raportați eroare |
| 40786.01.01                               | Așezarea neolitică de la Beia / ansamblu anonim (Categorie: locuire civilă) (Tip: Așezare) | sat Beia, comuna Cața       |                                              |                                     |            |                                               | Încărcați imagine | Raportați eroare |
| 40713.01.01                               | Așezarea eneolitică de la Bunești - "Șesul Cremenilor" / ansamblu anonim (Categorie: locuire civilă) (Tip: Așezare)                                                                            | sat Bunești, comuna Bunești | Șesul Cremenilor                             | Petrești                            |            |                                               | Încărcați imagine | Raportați eroare |
| 40713.02                                  | Obiecte neolitice descoperite la Bunești (Categorie: neprecizată) (Tip: neprecizat) | sat Bunești, comuna Bunești |                                              |                                     |            |                                               | Încărcați imagine | Raportați eroare |
| 40713.03.01                               | Așezare neolitică la Bunești - "Lacul Mic" / ansamblu anonim (Categorie: locuire civilă) (Tip: Așezare)                                                                                        | sat Bunești, comuna Bunești | Lacul Mic                                    |                                     |            |                                               | Încărcați imagine | Raportați eroare |
| 40713.04.01                               | Posibilă așezare Petrești de la Bunești - "Adăpătoare" / ansamblu anonim (Categorie: locuire civilă) (Tip: Așezare)                                                                            | sat Bunești, comuna Bunești | Adăpătoare                                   | Petrești                            |            |                                               | Încărcați imagine | Raportați eroare |
| 41961.03.01                               | Așezarea Schneckenberg de la Bărcut- CAP / ansamblu așezare (Categorie: construcție) (Tip: Așezare)                                                                                            | sat Bărcuț, comuna Șoarș    | CAP                                          | Schneckenberg                       |            |                                               | Încărcați imagine | Raportați eroare |
| 40553.01.01                               | Așezarea din epoca bronzului de la Beclean / ansamblu anonim (Categorie: locuire civilă) (Tip: Așezare)                                                                                        | sat Beclean, comuna Beclean |                                              | Schneckenberg                       |            |                                               | Încărcați imagine | Raportați eroare |
| 40553.02.01                               | Situl arheologic de la Beclean - "punctul La Șosea" / ansamblu anonim (Categorie: locuire civilă) (Tip: Așezare)                                                                               | sat Beclean, comuna Beclean | La Șosea                                     | Wietenberg                          |            | 45°49′51″N 24°54′26″E / 45.8307°N 24.90725°E  | Încărcați imagine | Raportați eroare |
| 40553.02.02                               | Situl arheologic de la Beclean - "punctul La Șosea" / ansamblu anonim (Categorie: locuire civilă) (Tip: Așezare)                                                                               | sat Beclean, comuna Beclean | La Șosea                                     |                                     |            | 45°49′51″N 24°54′26″E / 45.8307°N 24.90725°E  | Încărcați imagine | Raportați eroare |
| 40615.06.01                               | Așezarea Wietenberg de la Bod / ansamblu anonim (Categorie: locuire civilă) (Tip: Așezare) | sat Bod, comuna Bod         |                                              | Wietenberg                          |            |                                               | Încărcați imagine | Raportați eroare |
| 40713.05.01                               | Așezarea Wietenberg de la Bunești- În Șes / ansamblu anonim (Categorie: locuire civilă) (Tip: Așezare)                                                                                         | sat Bunești, comuna Bunești | În Șes                                       | Wietenberg                          |            |                                               | Încărcați imagine | Raportați eroare |
| 40786.02.01                               | Fortificația hallstattiană de la Beia / ansamblu anonim (Categorie: fortificație) (Tip: Fortificație)                                                                                          | sat Beia, comuna Cața       |                                              |                                     |            |                                               | Încărcați imagine | Raportați eroare |
| 40713.06.01                               | Vas hallstattian de la Bunești - "Hessengrawen" / ansamblu anonim (Categorie: descoperire izolată) (Tip: neprecizat)                                                                           | sat Bunești, comuna Bunești | Hessengrawen                                 |                                     |            |                                               | Încărcați imagine | Raportați eroare |
| 40713.07.01                               | Depozitul hallstattian de Bunești - "În Șes" / ansamblu anonim (Categorie: depozit/tezaur) (Tip: Depozit)                                                                                      | sat Bunești, comuna Bunești | Șes                                          |                                     |            |                                               | Încărcați imagine | Raportați eroare |
| 40553.04.01                               | Tezaurul monetar de la Beclean / ansamblu anonim (Categorie: depozit/tezaur) (Tip: tezaur) | sat Beclean, comuna Beclean |                                              |                                     |            |                                               | Încărcați imagine | Raportați eroare |
| 40553.04.01                               | Tezaurul monetar de la Beclean / complex tezaur (Categorie: depozit/tezaur) (Tip: tezaur monetar)                                                                                              | sat Beclean, comuna Beclean |                                              |                                     |            |                                               | Încărcați imagine | Raportați eroare |
| 40786.03.01                               | Tezaurul dacic de la Beia / ansamblu anonim (Categorie: depozit/tezaur) (Tip: tezaur) | sat Beia, comuna Cața       |                                              | dacică                              |            |                                               | Încărcați imagine | Raportați eroare |
| 40615.02.01                               | Așezarea din Latene de la Bod / ansamblu anonim (Categorie: locuire civilă) (Tip: Așezare) | sat Bod, comuna Bod         |                                              |                                     |            |                                               | Încărcați imagine | Raportați eroare |
| 40713.08.01                               | Situl arheologic de la Bunești / ansamblu anonim (Categorie: locuire civilă) (Tip: Așezare) | sat Bunești, comuna Bunești |                                              |                                     |            |                                               | Încărcați imagine | Raportați eroare |
| 40713.08.02                               | Situl arheologic de la Bunești / ansamblu anonim (Categorie: locuire civilă) (Tip: Așezare) | sat Bunești, comuna Bunești |                                              | Cucuteni - Ariușd                   |            |                                               | Încărcați imagine | Raportați eroare |
| 40713.09.01                               | Așezarea Latene 2. de la Bunești - "Dealul Cetății" / ansamblu anonim (Categorie: locuire civilă) (Tip: Așezare)                                                                               | sat Bunești, comuna Bunești | Dealul Cetății                               |                                     |            |                                               | Încărcați imagine | Raportați eroare |
| 40713.10.01                               | Situl arheologic de la Bunești - "Valea Lacului" / ansamblu anonim (Categorie: locuire civilă) (Tip: Așezare)                                                                                  | sat Bunești, comuna Bunești | Valea Lacului                                |                                     |            |                                               | Încărcați imagine | Raportați eroare |
| 40713.10.02                               | Situl arheologic de la Bunești - "Valea Lacului" / ansamblu anonim (Categorie: locuire civilă) (Tip: Așezare)                                                                                  | sat Bunești, comuna Bunești | Valea Lacului                                | sec. III-IV                         |            |                                               | Încărcați imagine | Raportați eroare |
| 41364.02.01                               | Așezarea civilă Latene de la Breaza / ansamblu anonim (Categorie: locuire civilă) (Tip: Așezare)                                                                                               | sat Breaza, comuna Lisa     |                                              |                                     |            |                                               | Încărcați imagine | Raportați eroare |
| 41364.03.01                               | Tezaurul monetar de la Breaza- La Turn / ansamblu anonim (Categorie: depozit/tezaur) (Tip: tezaur)                                                                                             | sat Breaza, comuna Lisa     | La Turn                                      |                                     |            |                                               | Încărcați imagine | Raportați eroare |
| 41364.03.01                               | Tezaurul monetar de la Breaza- La Turn / complex tezaur (Categorie: depozit/tezaur) (Tip: tezaur monetar)                                                                                      | sat Breaza, comuna Lisa     | La Turn                                      |                                     |            |                                               | Încărcați imagine | Raportați eroare |
| 40205.06.01                               | Așezarea dacică 1 de la Brașov - "cartierul Bartolomeu" / ansamblu anonim (Categorie: locuire civilă) (Tip: Așezare)                                                                           | municipiul Brașov           |                                              | dacică sec. IV-III a.Ch.            |            |                                               | Încărcați imagine | Raportați eroare |
| 40205.07.01                               | Așezarea și necropola din Latene de la Brașov - "Fabrica de acid sulfuric" / ansamblu anonim (Categorie: locuire) (Tip: Așezare)                                                               | municipiul Brașov           | Fosta fabrică de acid sulfuric               | dacică                              |            |                                               | Încărcați imagine | Raportați eroare |
| 40205.07.02                               | Așezarea și necropola din Latene de la Brașov - "Fabrica de acid sulfuric" / ansamblu anonim (Categorie: locuire) (Tip: Necropolă)                                                             | municipiul Brașov           | Fosta fabrică de acid sulfuric               | dacică                              |            |                                               | Încărcați imagine | Raportați eroare |
| 40205.08.01                               | Așezarea dacică 2. de la Brașov - "cartierul Bartolomeu" / ansamblu anonim (Categorie: locuire civilă) (Tip: Așezare)                                                                          | municipiul Brașov           | Cartierul Bartolomeu                         | dacică                              |            |                                               | Încărcați imagine | Raportați eroare |
| 40205.09.01                               | Situl arheologic de la Brașov - "Valea Cetății" / ansamblu anonim (Categorie: locuire civilă) (Tip: Așezare)                                                                                   | municipiul Brașov           | Valea Cetății                                |                                     |            | 45°38′03″N 25°36′26″E / 45.63415°N 25.60718°E | Încărcați imagine | Raportați eroare |
| 40205.09.02                               | Situl arheologic de la Brașov - "Valea Cetății" / ansamblu anonim (Categorie: locuire civilă) (Tip: Așezare)                                                                                   | municipiul Brașov           | Valea Cetății                                |                                     |            | 45°38′03″N 25°36′26″E / 45.63415°N 25.60718°E | Încărcați imagine | Raportați eroare |
| 40205.09.03                               | Situl arheologic de la Brașov - "Valea Cetății" / ansamblu anonim (Categorie: locuire civilă) (Tip: Așezare)                                                                                   | municipiul Brașov           | Valea Cetății                                | Starčevo - Criș                     |            | 45°38′03″N 25°36′26″E / 45.63415°N 25.60718°E | Încărcați imagine | Raportați eroare |
| 40205.09.04                               | Situl arheologic de la Brașov - "Valea Cetății" / ansamblu anonim (Categorie: locuire civilă) (Tip: Așezare)                                                                                   | municipiul Brașov           | Valea Cetății                                | Cucuteni - Ariușd                   |            | 45°38′03″N 25°36′26″E / 45.63415°N 25.60718°E | Încărcați imagine | Raportați eroare |
| 40205.10.01                               | Așezarea de tip Latene de la Brașov - "Piața Sfatului" / ansamblu anonim (Categorie: locuire civilă) (Tip: Așezare)                                                                            | municipiul Brașov           | Piața Sfatului                               | dacică                              |            |                                               | Încărcați imagine | Raportați eroare |
| 40553.05.01                               | Posibila așezare romană de la Beclean / ansamblu anonim (Categorie: locuire civilă) (Tip: Așezare)                                                                                             | sat Beclean, comuna Beclean |                                              |                                     |            |                                               | Încărcați imagine | Raportați eroare |
| 40786.04.01                               | Ipotetica așezare rurală romană de la Beia / ansamblu anonim (Categorie: locuire civilă) (Tip: Așezare)                                                                                        | sat Beia, comuna Cața       |                                              |                                     |            |                                               | Încărcați imagine | Raportați eroare |
| 40205.11.01                               | Tezaurul roman de la Brașov / ansamblu anonim (Categorie: depozit/tezaur) (Tip: tezaur) | municipiul Brașov           |                                              | romană                              |            |                                               | Încărcați imagine | Raportați eroare |
| 40205.11.01                               | Tezaurul roman de la Brașov / complex tezaur (Categorie: depozit/tezaur) (Tip: tezaur monetar)                                                                                                 | municipiul Brașov           |                                              |                                     |            |                                               | Încărcați imagine | Raportați eroare |
| 40553.06.01                               | Așezarea de epoca bronzului de la Beclean / ansamblu anonim (Categorie: locuire civilă) (Tip: Așezare)                                                                                         | sat Beclean, comuna Beclean |                                              | Schneckenberg                       |            |                                               | Încărcați imagine | Raportați eroare |
| 40553.07.01                               | Așezarea de epoca migrațiilor de la Beclean / ansamblu anonim (Categorie: locuire civilă) (Tip: Așezare)                                                                                       | sat Beclean, comuna Beclean |                                              |                                     |            |                                               | Încărcați imagine | Raportați eroare |
| 40615.03.01                               | Situl arheologic de la Bod - "Lunca Brașovului" / ansamblu anonim (Categorie: locuire civilă) (Tip: Așezare)                                                                                   | sat Bod, comuna Bod         | Lunca Brașovului                             | Boian                               |            |                                               | Încărcați imagine | Raportați eroare |
| 40615.03.02                               | Situl arheologic de la Bod - "Lunca Brașovului" / ansamblu anonim (Categorie: locuire civilă) (Tip: Așezare)                                                                                   | sat Bod, comuna Bod         | Lunca Brașovului                             | ceramicii liniare                   |            |                                               | Încărcați imagine | Raportați eroare |
| 40615.03.03                               | Situl arheologic de la Bod - "Lunca Brașovului" / ansamblu anonim (Categorie: locuire civilă) (Tip: Așezare)                                                                                   | sat Bod, comuna Bod         | Lunca Brașovului                             | Coțofeni                            |            |                                               | Încărcați imagine | Raportați eroare |
| 40615.04.01                               | Așezarea din epoca migrațiilor de la Bod / ansamblu anonim (Categorie: locuire civilă) (Tip: Așezare)                                                                                          | sat Bod, comuna Bod         |                                              | sec. IV                             |            |                                               | Încărcați imagine | Raportați eroare |
| 40615.05.01                               | Situl arheologic de la Bod / ansamblu anonim (Categorie: locuire civilă) (Tip: Așezare) | sat Bod, comuna Bod         |                                              | sec.III-IV                          |            |                                               | Încărcați imagine | Raportați eroare |
| 40615.05.02                               | Situl arheologic de la Bod / ansamblu anonim (Categorie: locuire civilă) (Tip: Așezare) | sat Bod, comuna Bod         |                                              | sec. VIII-IX                        |            |                                               | Încărcați imagine | Raportați eroare |
| 40615.09.01                               | Situl arheologic de la Bod - "Câmpul Caprei" / ansamblu anonim (Categorie: locuire civilă) (Tip: Așezare)                                                                                      | sat Bod, comuna Bod         | Câmpul Caprei                                | Schneckenberg                       |            |                                               | Încărcați imagine | Raportați eroare |
| 40615.09.02                               | Situl arheologic de la Bod - "Câmpul Caprei" / ansamblu anonim (Categorie: locuire civilă) (Tip: Așezare)                                                                                      | sat Bod, comuna Bod         | Câmpul Caprei                                |                                     |            |                                               | Încărcați imagine | Raportați eroare |
| 40615.09.03                               | Situl arheologic de la Bod - "Câmpul Caprei" / ansamblu anonim (Categorie: locuire civilă) (Tip: Așezare)                                                                                      | sat Bod, comuna Bod         | Câmpul Caprei                                |                                     |            |                                               | Încărcați imagine | Raportați eroare |
| 40615.09.04                               | Situl arheologic de la Bod - "Câmpul Caprei" / ansamblu anonim (Categorie: locuire civilă) (Tip: Așezare)                                                                                      | sat Bod, comuna Bod         | Câmpul Caprei                                |                                     |            |                                               | Încărcați imagine | Raportați eroare |
| 40642.01.01                               | Tezaurul roman de la Bran / ansamblu anonim (Categorie: depozit/tezaur) (Tip: tezaur) | sat Bran, comuna Bran       |                                              | sec. III-IV                         |            |                                               | Încărcați imagine | Raportați eroare |
| 40713.11.01                               | Așezarea din epoca migrațiilor de la Bunești - "După Guruieți" / ansamblu anonim (Categorie: locuire civilă) (Tip: Așezare)                                                                    | sat Bunești, comuna Bunești | După Guruieți                                |                                     |            |                                               | Încărcați imagine | Raportați eroare |
| 40205.12.01                               | Așezarea neolitică de la Brașov - "Lutărie" / ansamblu anonim (Categorie: locuire civilă) (Tip: Așezare)                                                                                       | municipiul Brașov           | Lutărie                                      | ceramicii liniare                   |            |                                               | Încărcați imagine | Raportați eroare |
| 40205.13                                  | Descoperiri post-romane la Brașov - "Dealul Curmăturii" (Categorie: descoperire izolată) (Tip: obiect izolat)                                                                                  | municipiul Brașov           | Dealul Curmăturii                            | sec. IV                             |            |                                               | Încărcați imagine | Raportați eroare |
| 40205.14.01                               | Așezarea din epoca migrațiilor de la Brașov - "Măgurele" / ansamblu anonim (Categorie: locuire civilă) (Tip: Așezare)                                                                          | municipiul Brașov           | Măgurele                                     | sec IV                              |            |                                               | Încărcați imagine | Raportați eroare |
| 40205.15.01                               | Așezarea neo-eneolitică de la Brașov- La iepure / ansamblu anonim (Categorie: locuire civilă) (Tip: Așezare)                                                                                   | municipiul Brașov           | La Iepure                                    | Starčevo - Criș                     |            |                                               | Încărcați imagine | Raportați eroare |
| 40205.15.02                               | Așezarea neo-eneolitică de la Brașov- La iepure / ansamblu anonim (Categorie: locuire civilă) (Tip: Așezare)                                                                                   | municipiul Brașov           | La Iepure                                    | Cucuteni - Ariușd                   |            |                                               | Încărcați imagine | Raportați eroare |
| 40562.01.01                               | Așezarea eneolitică de la Boholț / ansamblu anonim (Categorie: locuire civilă) (Tip: Așezare)                                                                                                  | sat Boholt, comuna Beclean  |                                              | Petrești                            |            |                                               | Încărcați imagine | Raportați eroare |
| 40205.16.01                               | Vestigii medievale de la Brașov - "Piața Enescu" / ansamblu anonim (Categorie: locuire) (Tip: Așezare)                                                                                         | municipiul Brașov           | Piața Enescu, nr. 11bis., punct Piața Enescu | sec. XII - XV                       | 2004       |                                               | Încărcați imagine | Raportați eroare |
| 40205.251                                 | Turn de la Brașov - str. Gh. Barițiu nr. 12 / ansamblu anonim (Categorie: fortificație) | municipiul Brașov           | str. Barițiu Gh. 12                          |                                     |            |                                               | Încărcați imagine | Raportați eroare |
| 40205.300                                 | Turnul Studenților de la Brașov / ansamblu anonim (Categorie: fortificație) | municipiul Brașov           | str. Barițiu Gh. 24                          |                                     |            |                                               | Încărcați imagine | Raportați eroare |
| 40205.249                                 | Bastionul Fierarilor de la Brașov / ansamblu anonim (Categorie: fortificație) | municipiul Brașov           | str. Barițiu Gh. 34                          |                                     |            |                                               | Încărcați imagine | Raportați eroare |
| 40205.247                                 | Bastionul țesătorilor de la Brașov / ansamblu anonim (Categorie: fortificație) | municipiul Brașov           | str. George Coșbuc 9                         |                                     |            |                                               | Încărcați imagine | Raportați eroare |
| 40205.126                                 | Bastionul Cojocarilor de la Brașov / ansamblu anonim (Categorie: fortificație) | municipiul Brașov           | Aleea Brediceanu Tiberiu                     |                                     |            |                                               | Încărcați imagine | Raportați eroare |
| 40205.245                                 | Bastionul Postăvarilor de la Brașov / ansamblu anonim (Categorie: fortificație) | municipiul Brașov           | Aleea Brediceanu Tiberiu                     |                                     |            |                                               | Încărcați imagine | Raportați eroare |
| 40205.244                                 | Bastionul Frânghierilor de la Brașov / ansamblu anonim (Categorie: fortificație) | municipiul Brașov           | Aleea Brediceanu Tiberiu                     |                                     |            |                                               | Încărcați imagine | Raportați eroare |
| 40205.123                                 | Turn de apărare de la Brașov - str. Castelului nr. 76-78 / ansamblu anonim (Categorie: fortificație)                                                                                           | municipiul Brașov           | str. Castelului 76 - 78                      |                                     |            |                                               | Încărcați imagine | Raportați eroare |
| 40205.110                                 | Turn de apărare de la Brașov - str. Castelului nr. 134-135 / ansamblu anonim (Categorie: fortificație)                                                                                         | municipiul Brașov           | str. Castelului 134 - 136                    |                                     |            |                                               | Încărcați imagine | Raportați eroare |
| 40205.241                                 | Bastionul Măcelarilor de la Brașov / ansamblu anonim (Categorie: fortificație) | municipiul Brașov           | str. După Ziduri                             |                                     |            |                                               | Încărcați imagine | Raportați eroare |
| 40205.253.01                              | Turnul Negru de la Brașov / ansamblu anonim (Categorie: fortificație) (Tip: Turn) | municipiul Brașov           | str. După Ziduri                             | sec. XIV                            |            |                                               | Încărcați imagine | Raportați eroare |
| 40205.253                                 | Turnul Negru de la Brașov / ansamblu anonim (Categorie: fortificație) | municipiul Brașov           | str. După Ziduri                             |                                     |            |                                               | Încărcați imagine | Raportați eroare |
| 40205.119                                 | Turnul Alb de la Brașov / ansamblu anonim (Categorie: fortificație) | municipiul Brașov           | str. După Ziduri                             |                                     |            |                                               | Încărcați imagine | Raportați eroare |
| 40205.118                                 | Turn de apărare de la Brașov - str. Mureșenilor nr. 1 / ansamblu anonim (Categorie: fortificație)                                                                                              | municipiul Brașov           | str. Mureșenilor 1                           |                                     |            |                                               | Încărcați imagine | Raportați eroare |
| 40205.117                                 | Turn de apărare de la Brașov - str. Mureșenilor nr. 9 / ansamblu anonim (Categorie: fortificație)                                                                                              | municipiul Brașov           | str. Mureșenilor 9                           |                                     |            |                                               | Încărcați imagine | Raportați eroare |
| 40205.116                                 | Bastionul Porții Thorbastei de la Brașov / ansamblu anonim (Categorie: fortificație) | municipiul Brașov           | str. După Ziduri                             |                                     |            |                                               | Încărcați imagine | Raportați eroare |
| 40205.22.01 (Cod LMI: BV-II-m-A-11394)    | Biserica "Sf. Martin" de la Brașov / ansamblu Biserica "Sf. Martin" (Categorie: structură de cult/religioasă) (Tip: Biserică)                                                                  | municipiul Brașov           | str. Dealul de Jos 12                        | sec. XIV - XVIII                    |            |                                               | Încărcați imagine | Raportați eroare |
| 40205.22.02 (Cod LMI: BV-II-m-A-11394)    | Biserica "Sf. Martin" de la Brașov / ansamblu anonim (Categorie: structură de cult/religioasă) (Tip: necropola)                                                                                | municipiul Brașov           | str. Dealul de Jos 12                        |                                     |            |                                               | Încărcați imagine | Raportați eroare |
| 40205.99.01 (Cod LMI: BV-II-m-A-11461.01) | Ansamblul bisericii evanghelice"Sf. Bartolomeu" de la Brașov / ansamblu Biserica evanghelice "Sf. Bartolomeu" (Categorie: structură de cult/religioasă) (Tip: Biserică)                        | municipiul Brașov           | str. Lungă 251                               | sec. XIII - XIX                     |            |                                               | Încărcați imagine | Raportați eroare |
| 40205.99.01 (Cod LMI: BV-II-m-A-11461.01) | Ansamblul bisericii evanghelice"Sf. Bartolomeu" de la Brașov / ansamblu Biserica evanghelice "Sf. Bartolomeu" / complex anonim (Categorie: structură de cult/religioasă) (Tip: zid de incintă) | municipiul Brașov           | str. Lungă 251                               | sec. XIII-XIX                       |            |                                               | Încărcați imagine | Raportați eroare |
| 40205.99.01 (Cod LMI: BV-II-m-A-11461.01) | Ansamblul bisericii evanghelice"Sf. Bartolomeu" de la Brașov / ansamblu Biserica evanghelice "Sf. Bartolomeu" / complex anonim (Categorie: structură de cult/religioasă) (Tip: poartă)         | municipiul Brașov           | str. Lungă 251                               | sec. XIII-XIX                       |            |                                               | Încărcați imagine | Raportați eroare |
| 40205.99.02 (Cod LMI: BV-IV-m-A-11461.02) | Ansamblul bisericii evanghelice"Sf. Bartolomeu" de la Brașov / ansamblu anonim (Categorie: structură de cult/religioasă) (Tip: Cimitir)                                                        | municipiul Brașov           | str. Lungă 251                               | sec. XIII - XIX                     |            |                                               | Încărcați imagine | Raportați eroare |
| 40205.99.03 (Cod LMI: BV-II-a-A-11461)    | Ansamblul bisericii evanghelice"Sf. Bartolomeu" de la Brașov / ansamblu anonim (Categorie: structură de cult/religioasă) (Tip: Zid de incintă cu poartă)                                       | municipiul Brașov           | str. Lungă 251                               | sec. XIII - XIX                     |            | 45°39′46″N 25°34′39″E / 45.6627°N 25.5775°E   | Încărcați imagine | Raportați eroare |
| 40642.03.01 (Cod LMI: BV-II-m-B-11612.01) | Ansamblul vămii de la Bran / ansamblu Vama Branului (Categorie: construcție) (Tip: Ansamblu clădiri)                                                                                           | sat Bran, comuna Bran       | str. Moșoiu Traian, general 495 - 498        | sec. XVIII                          |            |                                               | Încărcați imagine | Raportați eroare |
| 40642.03.02 (Cod LMI: BV-II-m-B-11612.02) | Ansamblul vămii de la Bran / ansamblu Fragmentele incintei medievale (Categorie: construcție) (Tip: Incintă)                                                                                   | sat Bran, comuna Bran       | str. Moșoiu Traian, general 495 - 498        | sec. XVI - XVII                     |            |                                               | Încărcați imagine | Raportați eroare |
| 40205.312 (Cod LMI: BV-IV-m-B-11864)      | Cruce de piatră la Brașov (Categorie: structură de cult/religioasă) (Tip: cruce) | municipiul Brașov           |                                              | sec. XVIII                          |            |                                               | Încărcați imagine | Raportați eroare |
| 40205.318 (Cod LMI: BV-IV-m-B-11878)      | Crucea Mușicoiului de la Brașov (Categorie: structură de cult/religioasă) (Tip: cruce) | municipiul Brașov           | Str. Curcanilor-Șchei                        | 1671                                |            |                                               | Încărcați imagine | Raportați eroare |
| 40205.319 (Cod LMI: BV-IV-m-B-11879)      | Crucea de la Știm (Crucea din Gruiu) de la Brașov (Categorie: structură de cult/religioasă) (Tip: cruce)                                                                                       | municipiul Brașov           | Str. Curcanilor 20 - Șchei                   | 1781                                |            |                                               | Încărcați imagine | Raportați eroare |
| 40205.320 (Cod LMI: BV-IV-m-B-11880)      | Crucea Junilor Curcani la Brașov (Categorie: structură de cult/religioasă) (Tip: cruce) | municipiul Brașov           | Str. Curcanilor 46 - Șchei                   | 1671                                |            |                                               | Încărcați imagine | Raportați eroare |
| 40205.323 (Cod LMI: BV-IV-m-B-11896)      | Crucea de pe Cacova de la Brașov (Categorie: structură de cult/religioasă) (Tip: cruce) | municipiul Brașov           | Str. Moșoiu Traian, general 22               | sec. XVIII                          |            |                                               | Încărcați imagine | Raportați eroare |
| 40205.324 (Cod LMI: BV-IV-m-B-11904)      | Crucea de piatră de la Brașov (Categorie: structură de cult/religioasă) (Tip: cruce) | municipiul Brașov           | Str. Variște f. n.                           | 1713                                |            |                                               | Încărcați imagine | Raportați eroare |
| 40553.08 (Cod LMI: BV-IV-m-B-11906)       | Crucea de piatră la Beclean (Categorie: structură de cult/religioasă) (Tip: cruce) | sat Beclean, comuna Beclean | 196                                          | sec. XVIII                          |            |                                               | Încărcați imagine | Raportați eroare |